# 默里迪恩 (喬治亞州)
默里迪恩（英語：Meridian）是位於美國喬治亞州麥金托什縣的一個非建制地區。該地的面積和人口皆未知。

## 地理
默里迪恩的座標為31°27′07″N 81°22′40″W / 31.45194°N 81.37778°W，而該地的平均海拔高度為5米（即16英尺）。